# André Soler
Pour les articles homonymes, voir Soler.
André Soler, né le 28 avril 1937 à Salon-de-Provence et mort le 7 avril 1998 dans le 9e arrondissement de Marseille, est un raseteur français, vainqueur de la Cocarde d'or. Il fait partie du carré d'As, mythique groupe de raseteurs formé de Roger Pascal, François Canto et Francis San Juan.

## Biographie
Originaire du village d'Aureille, il fait ses débuts dans la course camarguaise au hameau de Mas-Thibert, mais ne rasète avec la tenue blanche qu'en 1954 à Pélissanne. Gravement blessé par le cocardier Loustic à Beaucaire, il participe à sa dernière course le 14 novembre 1965 à Lunel après une opération infructueuse du ménisque.
Il a eu pour tourneur Léopold Dupont, d'Aimargues.
Il fit le caballero quelque temps, puis fonda une manade.
Il est mort des suites d'une maladie en avril 1998 à Marseille. Une statue lui a été élevée dans son village d'origine et elle accueille chaque année une cérémonie en sa mémoire.
Il est le père de la manadière Magali Soler.

### Palmarès
- Cocarde d'or : 1958, 1960, 1964
- Palme d'or : 1958, 1962, 1963, 1964
- Cocarde d'honneur : 1964
- Coupe des baigneurs : 1963
- Gland d'or : 1961, 1962, 1963
- Raisin d'or : 1963
- Trophée Guiraud : 1959, 1960, 1961, 1962, 1963
- Trophée des As : 1958, 1960, 1961, 1962, 1963, 1964

## Postérité
Le trophée André-Soler de Mouriès, créé juste après sa mort, porte son nom.

## Filmographie
- Gilles Arnaud, André Soler et le carré d'as